# Bathyplectes aspergus
Bathyplectes aspergus là một loài tò vò trong họ Ichneumonidae.